# Нижний Тыловай (Граховский район)
Нижний Тыловай — деревня в Граховском районе Удмуртии. Входит в состав Новогорского сельского поселения.

## История
Основана старокрещеными татарами из села Ключи (Курбанаево) Макан-Пельгинской волости.
По итогам десятой ревизии в 1859 году в 12 дворах казённой деревни Крещёный Толывай, что при речке Возжайке проживало 110 жителей и работала водяная мельница.
В 1924 году деревня вошла в состав Новогорского сельсовета, 26 июня 1954 года перечислена в состав Мари-Возжайского сельсовета. Но уже через пять лет, в 1959 году в связи с его упразднением, возвращена в состав Новогорского сельсовета. Согласно постановлению Президиума Верховного Совета УАССР от 1 июля 1964 года деревня Тыловай Крещёный Новогорского сельсовета переименована в деревню Нижний Тыловай.

## Население
| 2010 | 2012 |
| ---- | ---- |
| 90   | ↘82  |

## Объекты социальной сферы
- Нижнетыловайский фельдшерско-акушерский пункт
- Нижнетыловайский сельский клуб

## Улицы
- улица Калинина
- Лесная улица